# Heterogramma circumflexalis
Heterogramma circumflexalis là một loài bướm đêm trong họ Noctuidae.